# Stećak
Stećak ([stetɕak]; plural: stećci [stetɕtsi]) é o nome que se identifica as tumbas provenientes da Idade Média encontradas na Bósnia e Herzegovina e algumas regiões da Croácia, Sérvia e Montenegro, que faziam parte do Reino da Bósnia. Estima-se que tenhas cerca de 6 000 tumbas na Bósnia e mais 10 000 nos países vizinhos.
Começaram a aparecer no século XI atingindo o apogeu nos séculos XIV e XV, antes da dominação otomana. Tratava-se de uma tradição da igreja bósnia em contrapartida à igreja católica ortodoxa. Os epitáfios sobre a pedra são escritos em alfabeto cirílico bósnio ("Bosančica" [bosaŋtʃitsa]). A coleção de tumbas mais ampla e mais bem preservada encontra-se em Radimlja, na Herzegovina.

## UNESCO
Foi inscrito como Patrimônio Mundial da UNESCO em 2016 por: "apresentarem uma ampla variedade de motivos decorativos e inscrições que represetam as continuidades iconográficas da Europa medieval bem como as tradições distintas localmente."
O local é composto de 28 cemitérios, divididos pelos quatro países. A maioria é esculpida em calcário.